# Chiesa dei Santi Michele Arcangelo e Lorenzo Martire

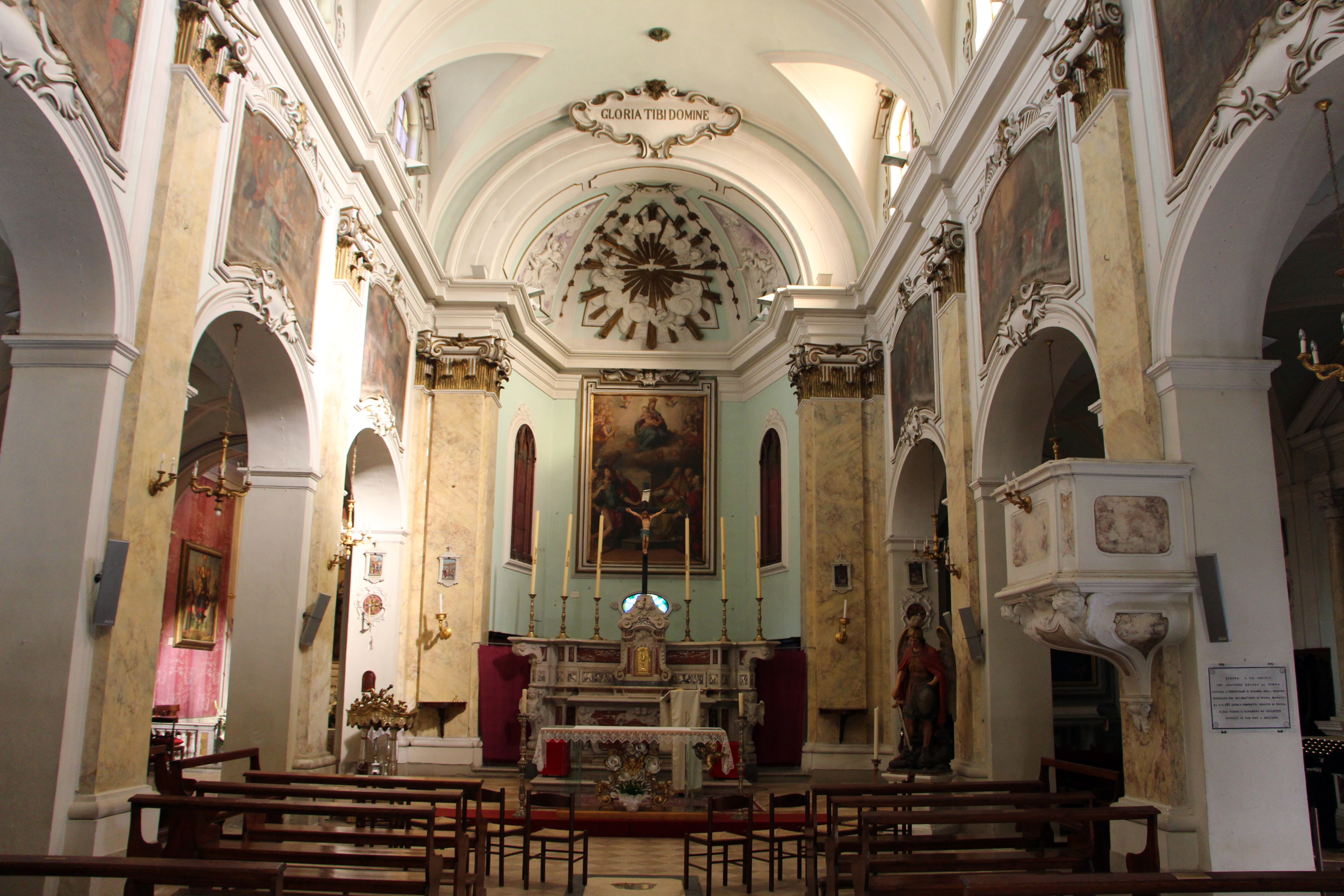
L'interno

La chiesa dei Santi Michele Arcangelo e Lorenzo martire si trova a Montevettolini, una frazione di Monsummano Terme, in provincia di Pistoia.

## Storia e descrizione
L'edificio è di antica fondazione. Modificato nel XIV secolo e ingrandito nel Settecento, è affiancato da un massiccio campanile che un tempo era la porta turrita dell'antica rocca fortificata. Un documento iconografico del 1599 circa è la lunetta di Giusto Utens con la villa Medicea di Montevettolini, dove si vede anche la chiesa e il suo campanile.
La vicinanza alla villa medicea spiega la presenza all'interno di tante opere di scuola fiorentina. Tra queste una Madonna col Bambino, tavola dipinta della prima metà del XV secolo, e un Crocifisso ligneo attribuibile alla fine dello stesso secolo. Dietro l'altare maggiore si trova una tela di Santi di Tito, con la Madonna in gloria e santi, firmata e datata 1599. 
Nella cappella a sinistra del presbiterio ci sono una Madonna col Bambino e i santi Lazzaro e Sebastiano, di scuola fiorentina del 1480 circa, da alcuni attribuita a Piero di Cosimo, da altri alla scuola di Filippino Lippi, e una coeva Madonna con i santi Francesco e Antonio, assimilabile alla maniera di Raffaellino del Garbo. 
In chiesa sono anche una Assunta attribuita a Jacopo Chimenti, una Vergine in gloria a Francesco Curradi ed un Sant'Antonio da Padova con il Bambino Gesù di Lorenzo Lippi, eseguito intorno al 1664, data dell'altare in cui è collocata. Il santo, eretto e monumentale di fronte alla linea bassa dell'orizzonte del paesaggio, significativamente illuminato sul volto, richiama schemi rappresentativi arcaici, da icona moderna, mentre la severa semplicità risponde a precise esigenze devozionali.